# Список викопних слідів динозаврів
Цей список іхнородів динозаврів є переліком усіх іхнородів, які були ідентифіковані як динозаври, за винятком класу Aves (птахи, як живі, так і ті, що відомі лише за скам'янілостями). Список включає всі загальноприйняті іхнороди, а також роди, які зараз вважаються недійсними, сумнівними (nomen dubium) або не були офіційно опубліковані (nomen nudum), а також молодші синоніми більш усталених назв та іхнороди, які більше не приписують динозаврам.

## A

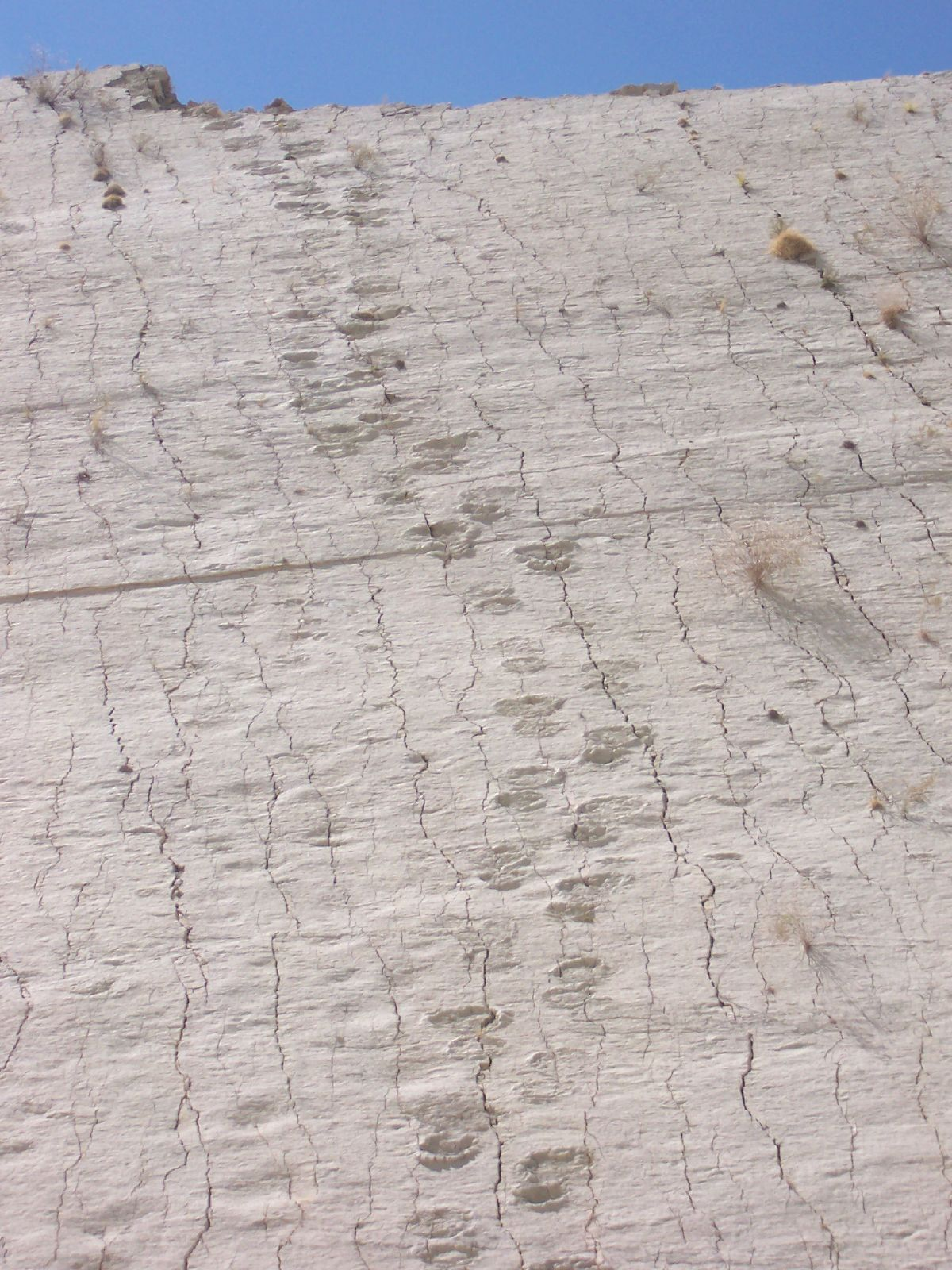
Болівія

| Іхнорід        | Класифікація  | Час існування      | Локація                                         |
| -------------- | ------------- | ------------------ | ----------------------------------------------- |
| Abelichnus     | карнозавр     | 99,6—93,5 млн р.   | Аргентина                                       |
| Amblydactylus  | ігуанодонт    | 112,6—94,3 млн р.  | США Канада Австралія                            |
| Anatrisauropus | ящеротазовий? | 201,6—189,6 млн р. | Лесото                                          |
| Anomoepus      | орнітопод     | 221,5—94,3 млн р.  | Австралія Канада Польща США Китай Лесото Італія |
| Anticheiropus  | ящеротазовий  | 201,6—196,5 млн р. | США                                             |
| Apatichnus     | орнітопод     | 201,6—196,5 млн р. | США                                             |
| Argoides       | ящеротазовий  | 221,5—196,5 млн р. | США                                             |

## B

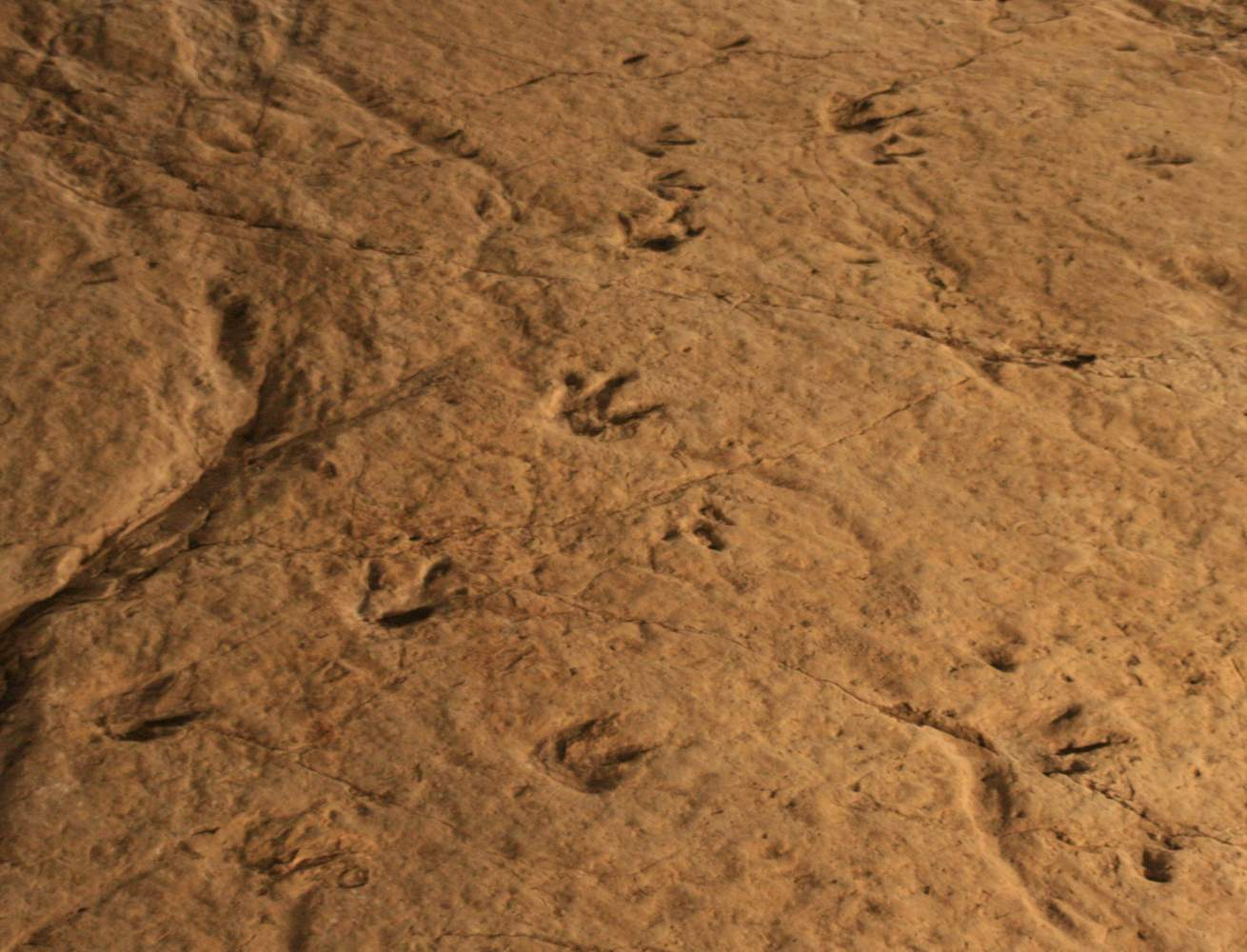

| Іхнорід          | Класифікація          | Час існування       | Локація                                                                             |
| ---------------- | --------------------- | ------------------- | ----------------------------------------------------------------------------------- |
| Bonaparteichnium | ігуанодонт            | 99,7—94,3 млн р.    | Аргентина                                                                           |
| Bressanichnus    | непташиний целурозавр | 99,7—94,3 млн р.    | Аргентина                                                                           |
| Breviparopus     | завропод              | 167,7—150,8 млн р.  | Марокко Швейцарія                                                                   |
| Brontopodus      | завропод              | 201,6—85,8 млн р.   | Марокко Швейцарія Іспанія Польща Чилі Китай Португалія США Австралія Південна Корея |
| Byakudansauropus | теропод               | 140,2—125,45 млн р. | Японія                                                                              |

## C

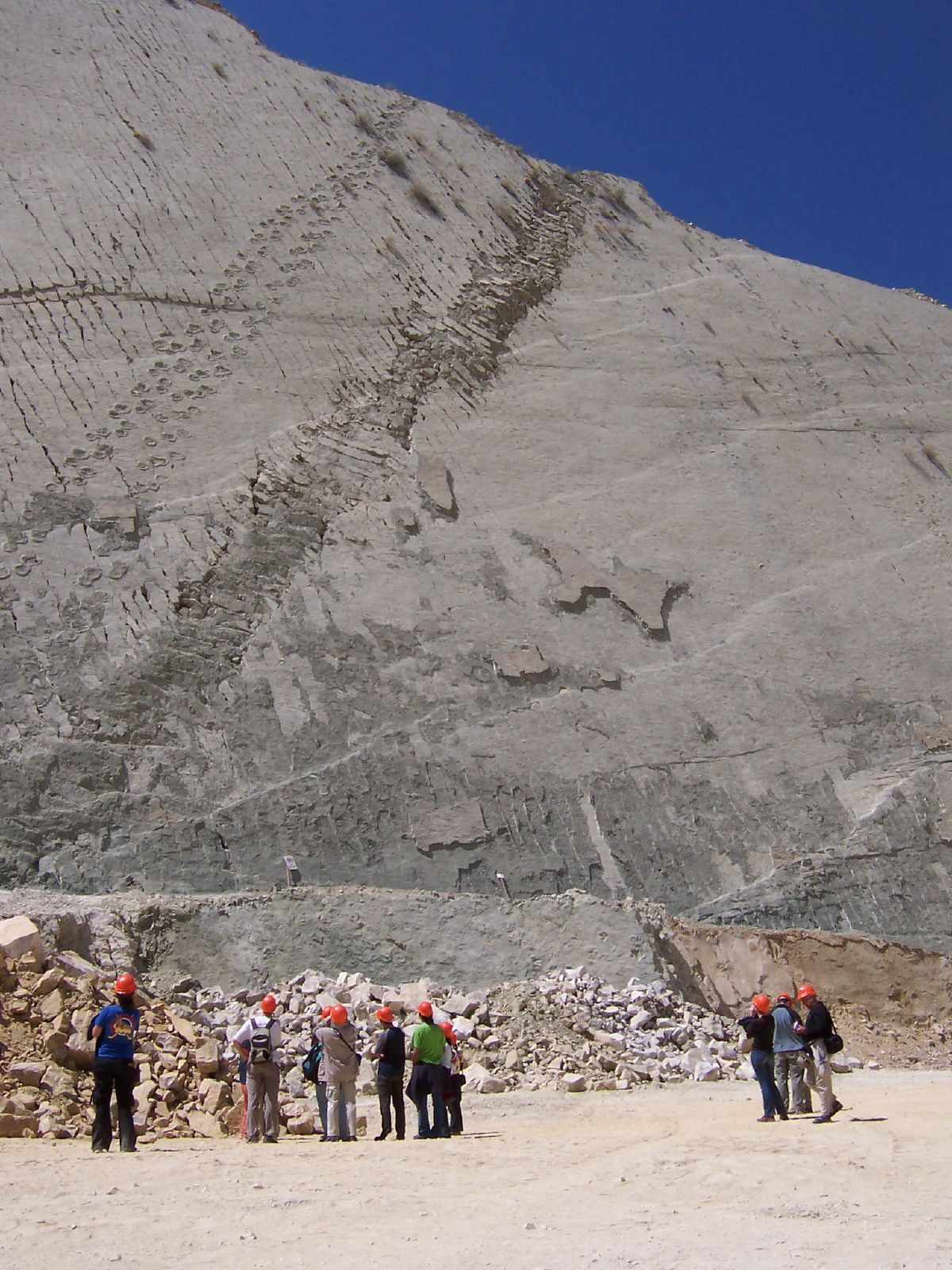
Болівія

| Іхнорід           | Класифікація          | Час існування      | Локація                                             |
| ----------------- | --------------------- | ------------------ | --------------------------------------------------- |
| Camptosaurichnus  | орнітопод             | 150,8—145,5 млн р. | Чилі                                                |
| Caririchnium      | орнітопод             | 125,45—70,6 млн р. | Бразилія Китай Японія Південна Корея Таїланд США    |
| Carmelopodus      | теропод               | 167,7—164,7 млн р. | США Англія                                          |
| Ceratopsipes      | цератопс              | 68—69 млн р.       | США                                                 |
| Changpeipus       | теропод (карнозавр)   | 175,6—112,6 млн р. | Австралія Китай                                     |
| Characichnos      | теропод               | 205,6—99,7 млн р.  | США Китай                                           |
| Coelurosaurichnus | теропод               | 235—145,5 млн р.   | Франція Німеччина Італія Словаччина США Таджикистан |
| Columbosauripus   | непташиний целурозавр | 99,7—94,3 млн р.   | Канада                                              |
| Corvipes          | орнітопод             | 201,6—196,5 млн р. | США                                                 |

## D

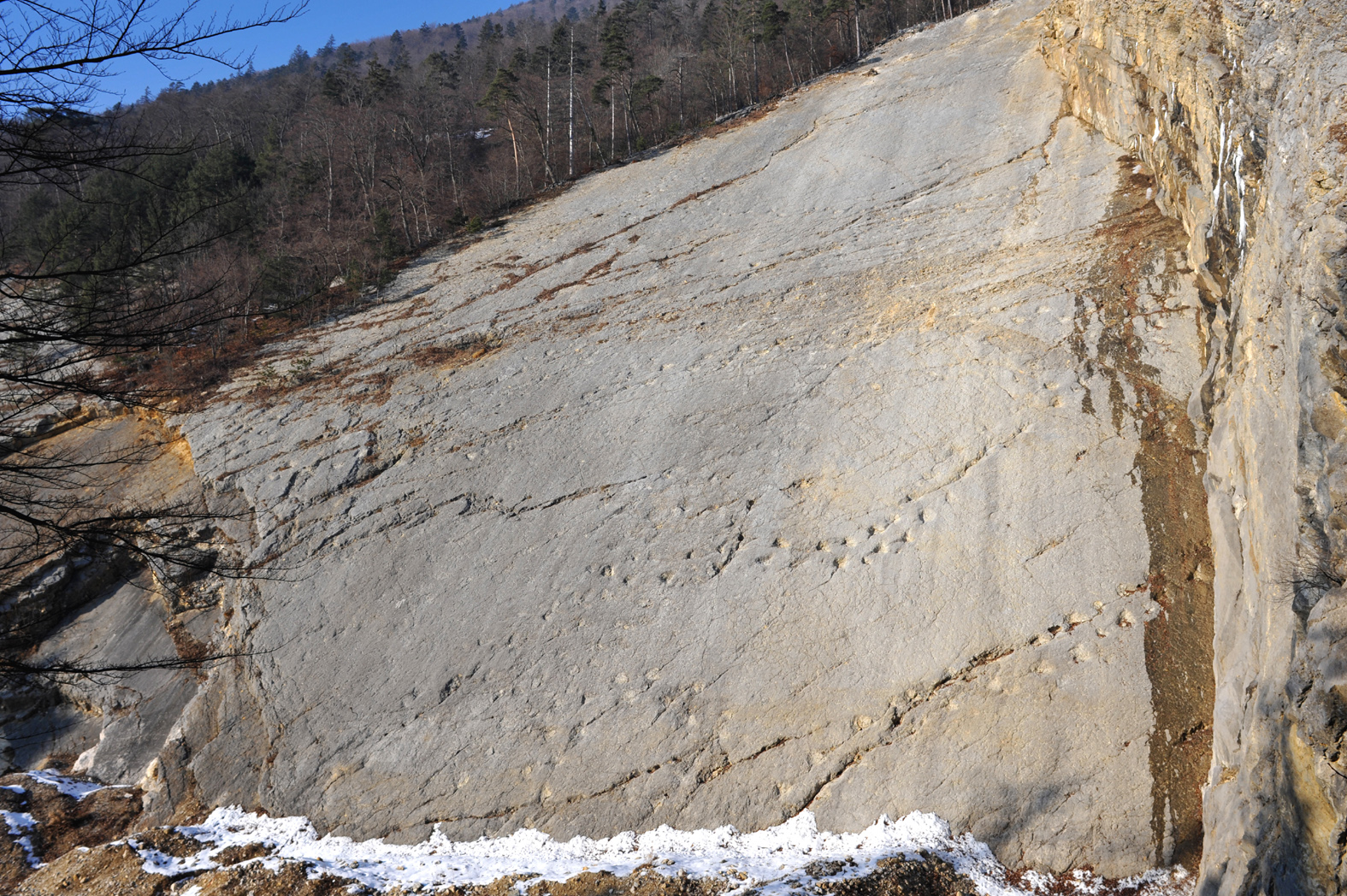
Обердорф, Швейцарія

| Іхнорід           | Класифікація          | Час існування      | Локація                               |
| ----------------- | --------------------- | ------------------ | ------------------------------------- |
| Dakotasaurus      | орнітопод             | 112,6—94,3 млн р.  | США                                   |
| Defarrariischnium | непташиний целурозавр | 99,7—94,3 млн р.   | Аргентина                             |
| Delatorrichnus    | птахотазовий          | 164,7—155,7 млн р. | Аргентина Польща                      |
| Deltapodus        | птахотазовий          | 175,6—66 млн р.    | Китай Португалія Індія Англія Іспанія |
| Dilophosauripus   | теропод               | 196,5—183 млн р.   | США Франція                           |
| Dinehichnus       | орнітопод             | 155,7—150,8 млн р. | США Португалія Польща                 |
| Dromaeopodus      | дромеозавр            | 130—70,6 млн р.    | Китай Болівія                         |
| Dromaeosauripus   | дромеозавр            | 130—125,45 млн р.  | Південна Корея                        |

## E

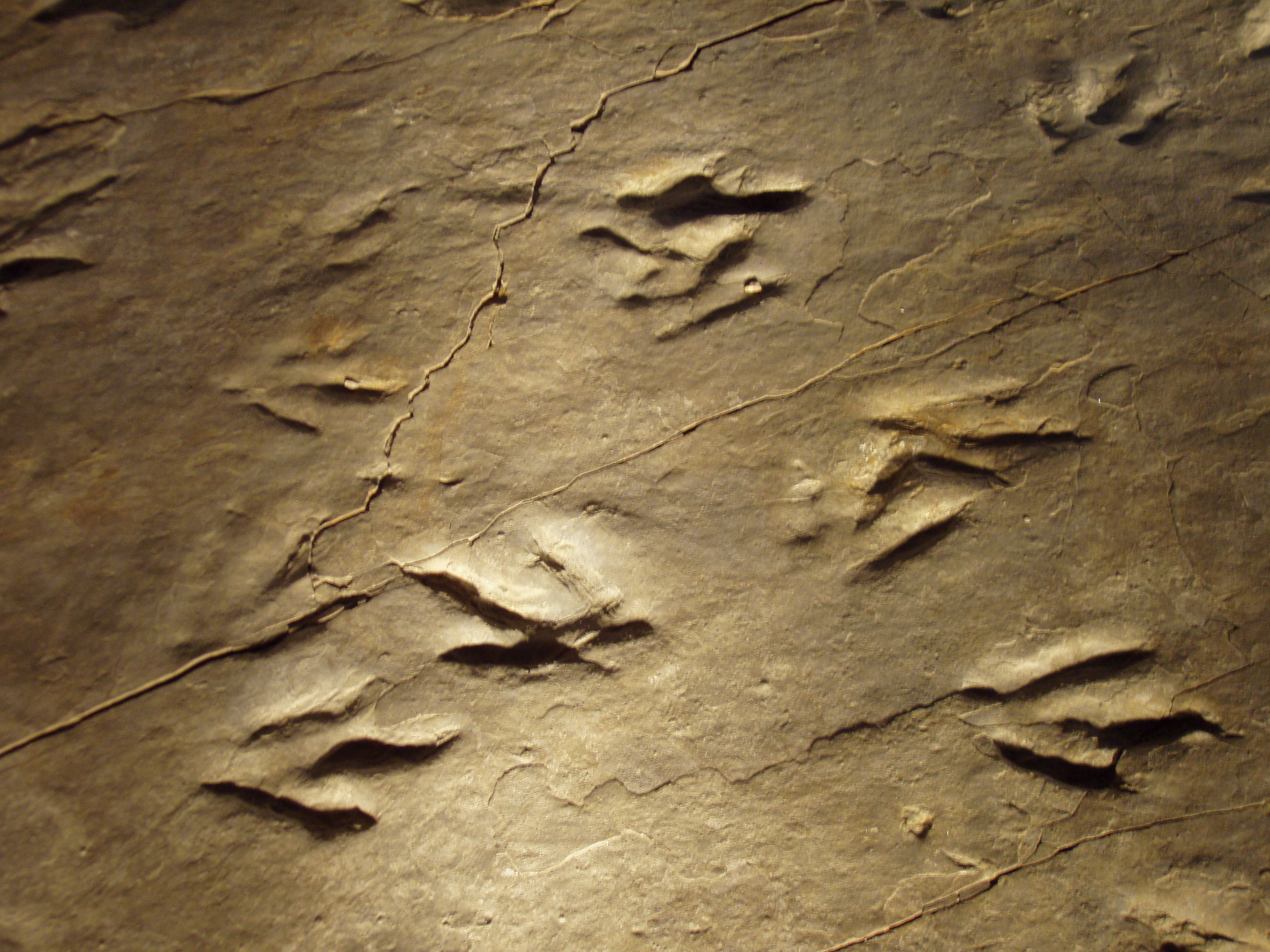
Eubrontes

| Іхнорід         | Класифікація | Час існування          | Локація                                                                         |
| --------------- | ------------ | ---------------------- | ------------------------------------------------------------------------------- |
| Elephantopoides | завропод?    | 155,7—150,8 млн р.     | Німеччина                                                                       |
| Eubrontes       | теропод      | пізній тріас—рання юра | Франція Польща Словаччина Чехія Італія Іспанія Швеція Австралія США Індія Китай |
| Eutynichnium    | тетанур      | 164,7—155,7 млн р.     | Португалія                                                                      |

## F
| Іхнорід      | Класифікація | Час існування                 | Локація  |
| ------------ | ------------ | ----------------------------- | -------- |
| Farlowichnus | теропод      | рання крейда (беріас—готерів) | Бразилія |

## G

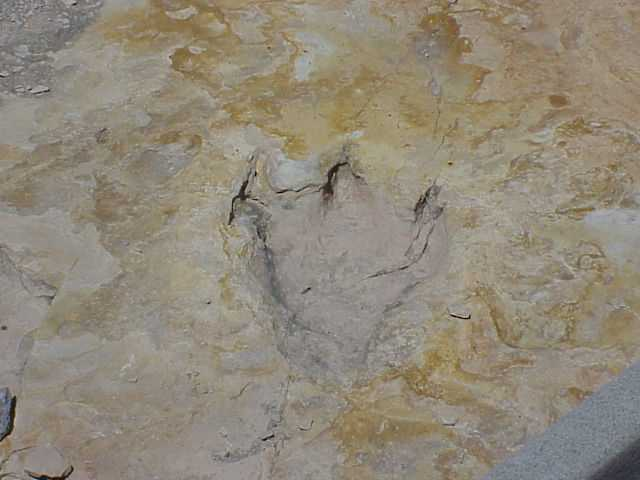

| Іхнорід         | Класифікація | Час існування       | Локація |
| --------------- | ------------ | ------------------- | --- |
| Garbina         | стегозавр    | 175,6—125,45 млн р. | Австралія |
| Gigantosauropus | завропод?    | 155,7—150,8 млн р.  | Іспанія |
| Grallator       | теропод      | 221,5—99,7 млн р.   | Австралія Бразилія Франція Словаччина Алжир Швеція Іран США Італія Канада Таджикистан Китай Індія Лесото Марокко Польща Англія Шотландія Угорщина Зімбабве Нігер |
| Gregaripus      | птахотазовий | 221,5—205,6 млн р.  | США |
| Gypsichnites    | ігуанодонт   | 112,6—99,7 млн р.   | Канада США |

## H
| Іхнорід            | Класифікація  | Час існування       | Локація                |
| ------------------ | ------------- | ------------------- | ---------------------- |
| Hadrosaurichnus    | гадрозавр     | 70,6—66,043 млн р.  | Аргентина Перу Румунія |
| Hadrosaurichnoides | nomen dubium  |                     | Іспанія                |
| Hispanosauropus    | теропод       | 155,7—150,8 млн р.  | Іспанія США            |
| Hopiichnus         | орнітомімовий | 196,5—183,0 млн р.  | США                    |
| Hunanpus           | карнозавр     | 99,7—66,043 млн р.  | Китай                  |
| Hypsiloichnus      | орнітопод     | 125,45—112,6 млн р. | США                    |

## I

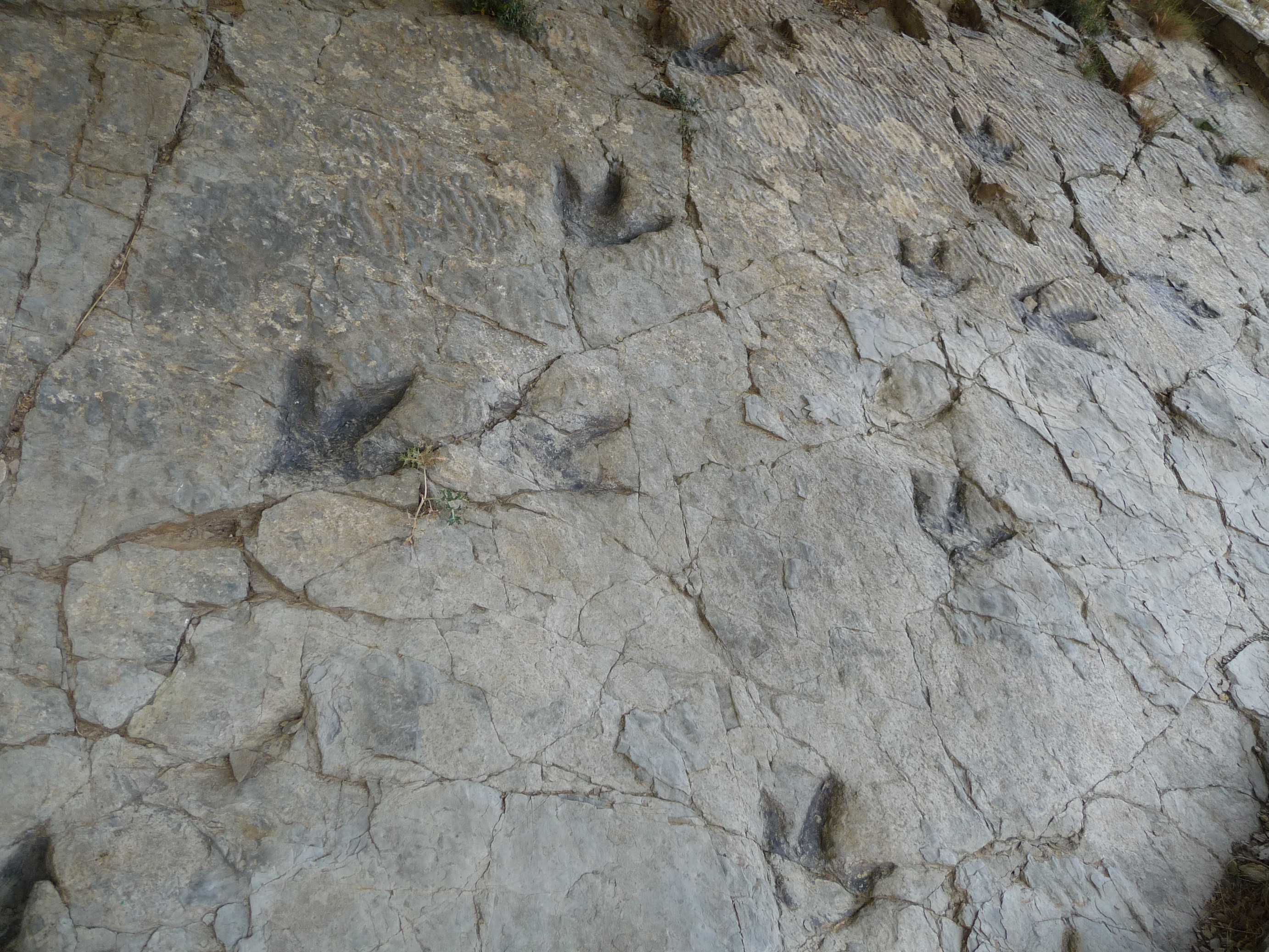

| Іхнорід         | Класифікація          | Час існування       | Локація           |
| --------------- | --------------------- | ------------------- | ----------------- |
| Iguanodonichnus | завропод              | 150,8—66,043 млн р. | Румунія Чилі      |
| Iguanodonopus   | теропод               | 125,45—89,3 млн р.  | Китай             |
| Iguanodontipus  | орнітопод             | 155,7—125,45 млн р. | Німеччина Іспанія |
| Iranosauripus   | теропод               | 201,6—183,0 млн р.  | Іран              |
| Irenesauripus   | тетанур               | 150,8—70,6 млн р.   | Канада США Польща |
| Irenichnites    | непташиний целурозавр | 109—105,3 млн р.    | Канада США        |

## J
| Іхнорід     | Класифікація | Час існування      | Локація   |
| ----------- | ------------ | ------------------ | --------- |
| Jialingpus  | теропод      | 161,2—145,5 млн р. | Китай     |
| Jurabrontes | теропод      | 155,7—150,8 млн р. | Швейцарія |

## K

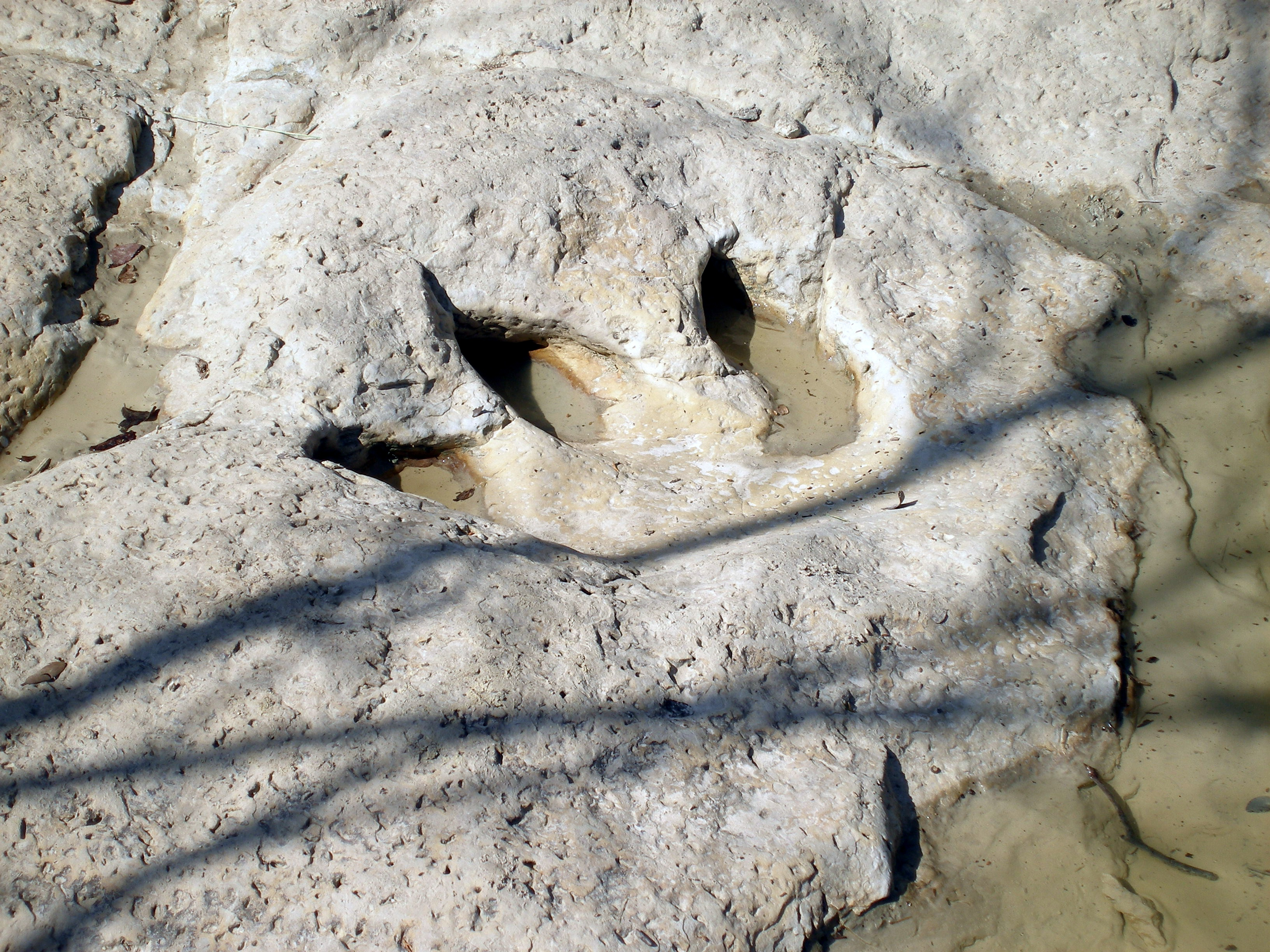

| Іхнорід          | Класифікація  | Час існування      | Локація                                                                    |
| ---------------- | ------------- | ------------------ | -------------------------------------------------------------------------- |
| Kayentapus       | теропод       | 221,5—155,7 млн р. | Австралія Китай Угорщина Італія Японія Лесото Польща Словаччина Швеція США |
| Komlosaurus      | птахотазовий  | 196,5—189,6 млн р. | Угорщина                                                                   |
| Koreanosauripus  | завроподоморф | невідомо           | Південна Корея                                                             |
| Kuwajimasauropus | теропод       | 145,5—140,2 млн р. | Японія                                                                     |

## L
| Іхнорід        | Класифікація | Час існування       | Локація   |
| -------------- | ------------ | ------------------- | --------- |
| Ligabueichnium | анкілозавр   | 84,9—70,6 млн р.    | Болівія   |
| Limayichnus    | ігуанодонт   | 99,7—94,3 млн р.    | Аргентина |
| Luluichnus     | стегозавр    | 140,2—125,45 млн р. | Австралія |

## M

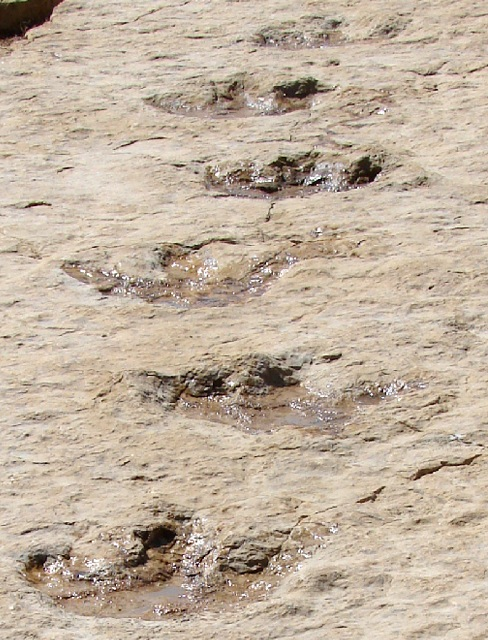

| Іхнорід           | Класифікація          | Час існування       | Локація                                                           |
| ----------------- | --------------------- | ------------------- | ----------------------------------------------------------------- |
| Macropodosaurus   | базальний тетанур     | 105,3—70,6 млн р.   | Польща Таджикистан                                                |
| Mafatrisauropus   | карнозавр             | 221,5—189,6 млн р.  | Лесото                                                            |
| Magnoavipes       | непташиний целурозавр | 99,7—94,3 млн р.    | США Китай                                                         |
| «Malakhelisaurus» | завропод              | середня юра         | Пакистан                                                          |
| Megalosauripus    | теропод               | 201,6—125,45 млн р. | Марокко Німеччина Таджикистан Португалія Іспанія Туркменістан США |
| Megalosauropus    | карнозавр             | 125,45—99,7 млн р.  | Австралія Хорватія Португалія США                                 |
| Minisauripus      | теропод               | 125,45—99,7 млн р.  | Китай Південна Корея                                              |
| Moraesichnium     | карнозавр             | 145,5—130 млн р.    | Бразилія                                                          |
| Moyenisauropus    | орнітопод             | 201,6—196,5 млн р.  | Лесото Польща                                                     |

## N
| Іхнорід        | Класифікація | Час існування      | Локація        |
| -------------- | ------------ | ------------------ | -------------- |
| Navahopus      | ящеротазовий | 189,6—175,6 млн р. | США            |
| Neoanomoepus   | орнітопод    | 145,5—140,2 млн р. | Канада Таїланд |
| Neotripodiscus | целурозавр   | 201,3—174,1 млн р. | Лесото         |

## O
| Іхнорід            | Класифікація          | Час існування        | Локація                            |
| ------------------ | --------------------- | -------------------- | ---------------------------------- |
| Oobardjidama       | завропод              | 140,2—125,45 млн р.  | Австралія                          |
| Orcauichnites      | ігуанодонт            | 70,6—66,043 млн р.   | Іспанія                            |
| Ornithomimipus     | непташиний целурозавр | 125,45—66,043 млн р. | США Перу Канада                    |
| Ornithopodichnites | орнітопод             | 70,6—66,043 млн р.   | Іспанія                            |
| Ornithopodichnus   | ігуанодонт            | 112,6—70,6 млн р.    | Польща Південна Корея              |
| Otozoum            | завроподоморф         | 221,5—175,6 млн р.   | Німеччина Лесото Англія США Канада |

## P

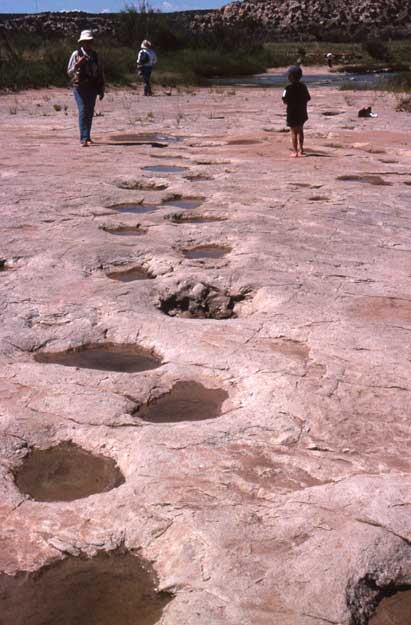

| Іхнорід             | Класифікація   | Час існування      | Локація                                                                            |
| ------------------- | -------------- | ------------------ | ---------------------------------------------------------------------------------- |
| Parabrontopodus     | завропод       | 201,6—112,6 млн р. | Чилі Хорватія Китай Франція Італія Іспанія Швейцарія Польща Португалія Румунія США |
| Parachirotherium    | теропод        | 235—221,5 млн р.   | Німеччина                                                                          |
| Paragrallator       | теропод        | 145,5—99,7 млн р.  | Китай                                                                              |
| Platypterna         | ящеротазовий   | 201,6—189,6 млн р. | США                                                                                |
| Plesiornis          | теропод?       | 221,5—196,5 млн р. | США                                                                                |
| Plesiothornipus     | теропод        | 235—201,6 млн р.   | Англія                                                                             |
| Pseudotetrasauropus | завроподоморф  | 221,5—201,6 млн р. | Італія Великобританія Лесото США                                                   |
| Pseudotrisauropus   | завроподоморф? | 196,5—189,6 млн р. | Лесото                                                                             |

## R
| Іхнорід      | Класифікація | Час існування      | Локація   |
| ------------ | ------------ | ------------------ | --------- |
| Rotundichnus | завропод     | 145,5—140,2 млн р. | Німеччина |

## S

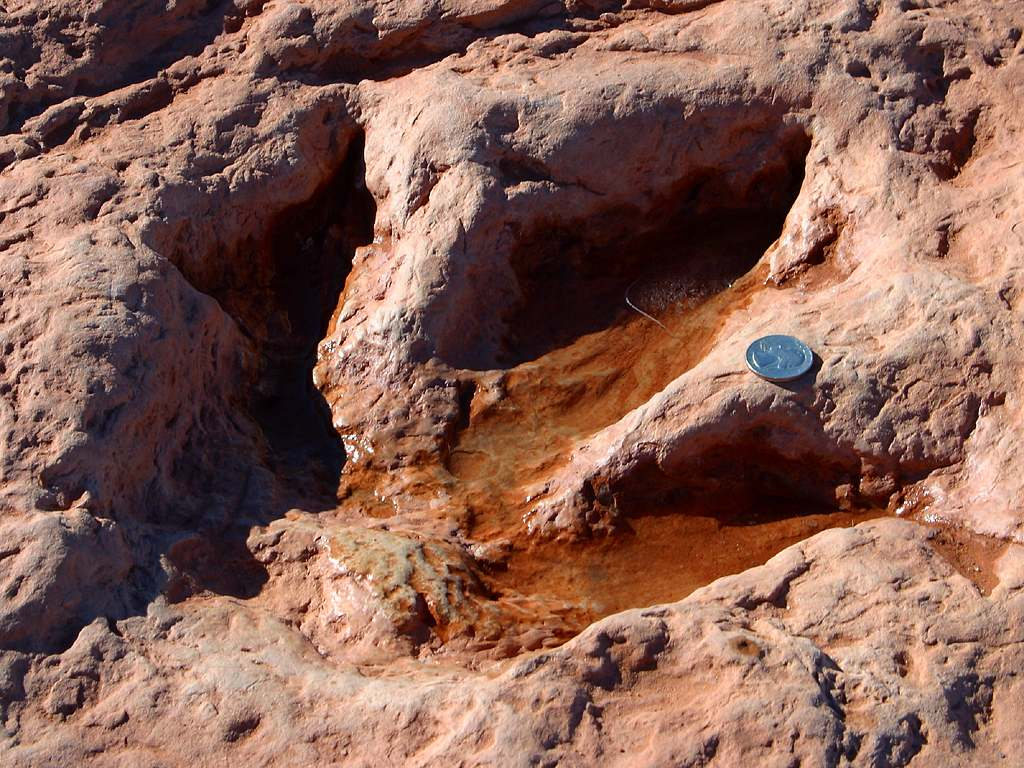
Слід теропода

| Іхнорід           | Класифікація    | Час існування      | Локація            |
| ----------------- | --------------- | ------------------ | ------------------ |
| Salfitichnus      | карнозавр       | 70,6—66,043 млн р. | Аргентина          |
| Saltopoides       | теропод         | 205,6—201,6 млн р. | Франція            |
| «Samanadrinda»    | мегалозавровий? | середня юра        | Пакистан           |
| Sarmientichnus    | цератозавр?     | 164,7—155,7 млн р. | Аргентина          |
| Satapliasaurus    | компсогнатовий? | 175,6—130 млн р.   | Англія Грузія      |
| Saurexallopus     | теризинозавр?   | 70,6—66,043 млн р. | Польща США         |
| Saurichnium       | ящеротазовий    | 201,6—175,6 млн р. | Намібія            |
| Sauropodichnus    | ящеротазовий?   | 145,5—94,3 млн р.  | Аргентина Іспанія  |
| Sauropus          | теропод         | 201,6—196,5 млн р. | США                |
| Seakatrisauropus  | завропод?       | 201,6—189,6 млн р. | Лесото             |
| Selenichnus       | теропод         | 201,6—196,5 млн р. | США                |
| Shenmuichnus      | орнітопод       | 201,6—175,6 млн р. | Китай              |
| Shiraminesauropus | орнітопод       | 145,5—130 млн р.   | Японія             |
| Siamopodus        | теропод         | 201,6—196,5 млн р. | Таіланд            |
| Sillimanius       | ящеротазовий?   | 201,6—189,6 млн р. | США                |
| Sinoichnites      | ящеротазовий?   | 175,6—161,2 млн р. | Китай              |
| Skartopus         | теропод         | 99,7—94,3 млн р.   | Австралія          |
| Sousaichnium      | ігуанодонт      | 145,5—94,3 млн р.  | Аргентина Бразилія |
| Staurichnium      | орнітопод       | 145,5—130 млн р.   | Бразилія           |
| Stenonyx          | теропод         | 201,6—196,5 млн р. | США Польща         |
| Steropoides       | ящеротазовий    | 201,6—196,5 млн р. | США                |

## T

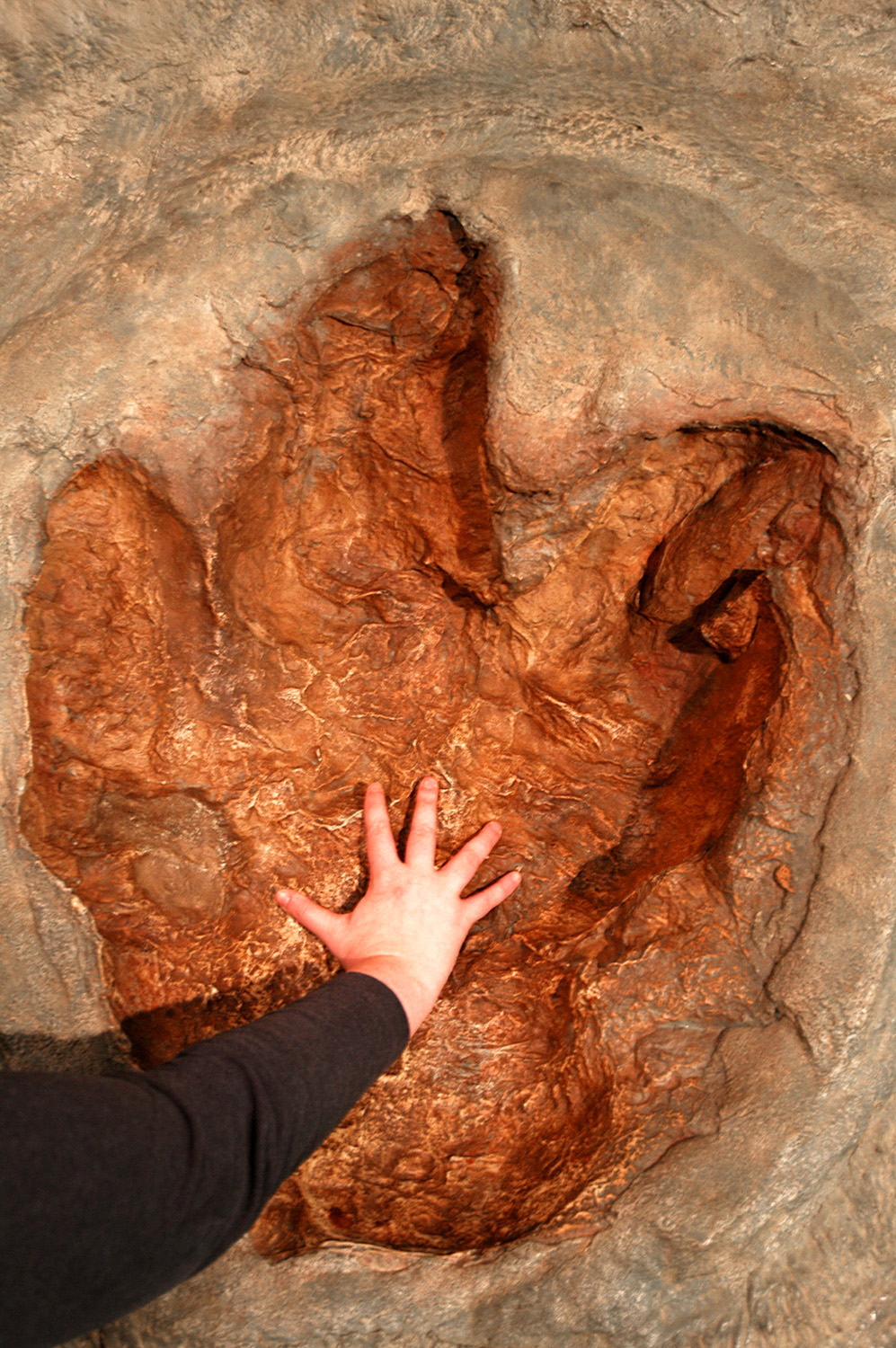
Слід тираннозавра

| Іхнорід         | Класифікація   | Час існування       | Локація                                             |
| --------------- | -------------- | ------------------- | --------------------------------------------------- |
| Taponichnus     | гадрозавр      | 70,6—66,043 млн р.  | Аргентина                                           |
| Taupezia        | теропод        | 145,5—140,2 млн р.  | Англія                                              |
| Telosichnus     | гадрозавр      | 70,6—66,043 млн р.  | Аргентина                                           |
| Teratopodus     | титанозавр     | 83—74,5 млн р.      | Аргентина                                           |
| Tetrapodium     | ящеротазовий   | 201,6—175,6 млн р.  | Намібія                                             |
| Tetrapodosaurus | анкілозавровий | 112,6—94,3 млн р.   | США Канада                                          |
| Tetrasauropus   | прозавропод    | 235—217,9 млн р.    | Аргентина Лесото США Швейцарія                      |
| Therangospodus  | теропод        | 155,7—125,45 млн р. | Аргентина Іспанія Китай Португалія США Туркменістан |
| Tuojiangpus     | теропод        | 175,6—161,2 млн р.  | Китай                                               |
| Tyrannosauripus | тиранозаврин   | 70,6—66,043 млн р.  | США                                                 |
| Tyrannosauropus | гадрозавр      | 83,6—72,1 млн р.    | США                                                 |

## V
| Іхнорід            | Класифікація | Час існування      | Локація      |
| ------------------ | ------------ | ------------------ | ------------ |
| Velociraptorichnus | дромеозавр   | 125,45—70,6 млн р. | Китай Польща |

## W
| Іхнорід         | Класифікація | Час існування       | Локація          |
| --------------- | ------------ | ------------------- | ---------------- |
| Walmadanyichnus | птахотазовий | 140,2—125,45 млн р. | Австралія        |
| Wildeichnus     | теропод      | 155,7—150,8 млн р.  | Аргентина Польща |
| Wintonopus      | орнітопод    | 140,2—94,3 млн р.   | Австралія        |

## X
| Іхнорід    | Класифікація   | Час існування      | Локація |
| ---------- | -------------- | ------------------ | ------- |
| Xiangxipus | карнозавр      | 99,7—66,043 млн р. | Китай   |
| Xiuningpus | компсогнатові? | 99,7—66,043 млн р. | Китай   |

## Y
| Іхнорід    | Класифікація | Час існування       | Локація   |
| ---------- | ------------ | ------------------- | --------- |
| Yangtzepus | теропод      | 140,2—125,45 млн р. | Австралія |
| Yunnanpus  | теропод?     | 94,3—85,8 млн р.    | Китай     |